# Skruvestikka
Skruvestikka är en kulle i Antarktis. Den ligger i Östantarktis. Norge gör anspråk på området. Toppen på Skruvestikka är 2 760 meter över havet, eller 331 meter över den omgivande terrängen. Bredden vid basen är 5,3 km.
Terrängen runt Skruvestikka är huvudsakligen platt, men den allra närmaste omgivningen är kuperad. Skruvestikka är den högsta punkten i trakten. Trakten är obefolkad. Det finns inga samhällen i närheten. 